# 夏良站
夏良站是广州地铁14号线的车站，位於中國廣東省廣州市白云區龙归城东侧的地底。车站于2018年12月28日随14號線一期通车而启用。
本站與位於附近的石湖停车场接軌。

## 車站結構

### 車站樓層
本站共有兩層。地面為龙河西路，龙归城及附近其它建築；地下一層为站厅层；地下二層為14號綫月台。
| 地下一层 | 站厅                       | 售票機、客服中心、商店、警务室、安检设施 |  |  |
| 地下二层 | 2 站台                     | █14号线 嘉禾望岗方向（下站：白云东平）   |  |  |
|          | 岛式站台（卫生间、母婴室） |                                          |  |  |
|          | 1 站台                     | █14号线 东风方向（下站：太和）           |  |  |

### 站厅

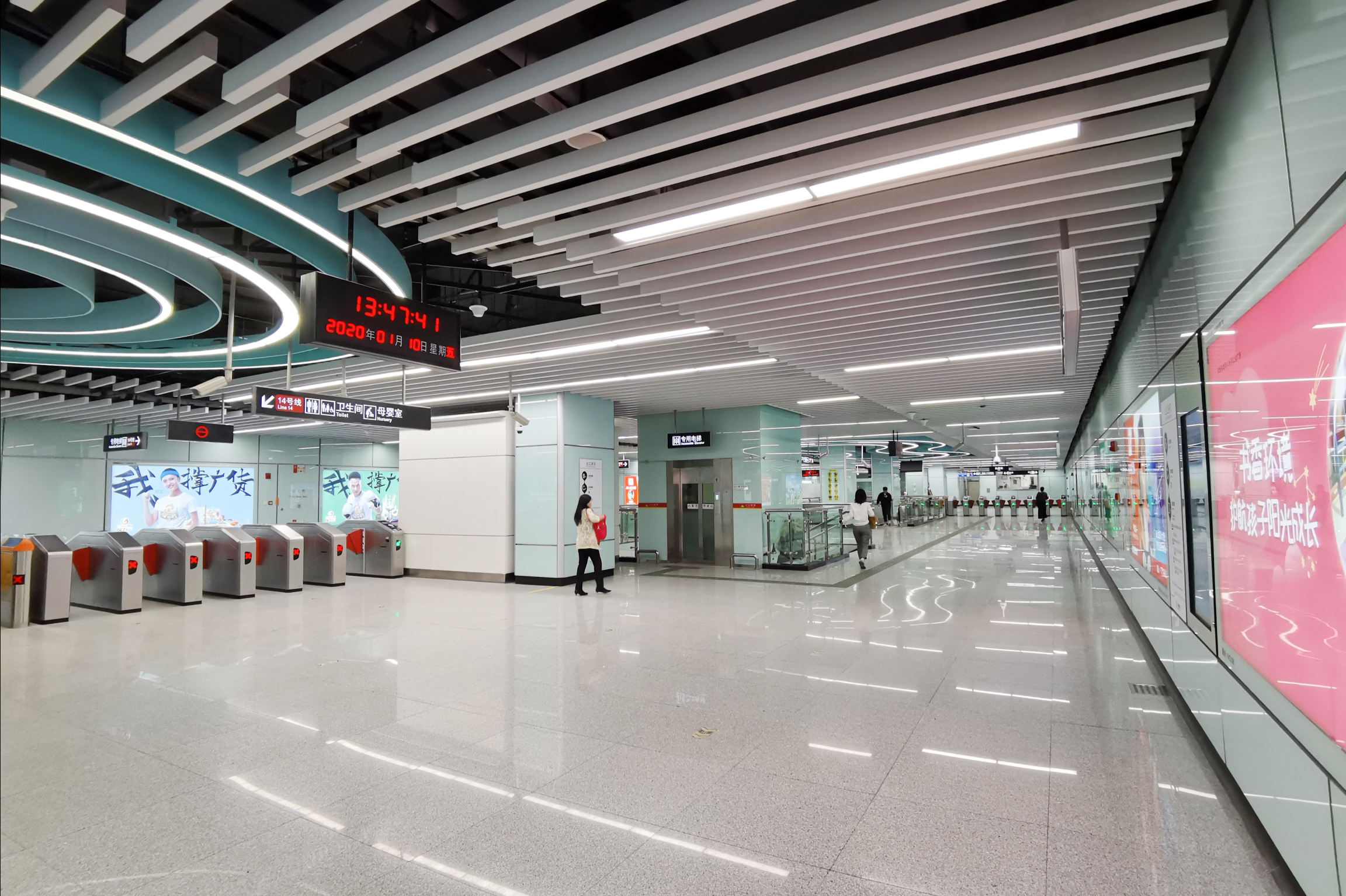
站厅

夏良站站厅設有售票機、自动售卡/充值机、客務中心；同时设有自动售卖机、便利店以及面包糕饼店。
为方便行人进出，目前站厅东侧被划分为收费区，收费区内设有三条扶手电梯、两条楼梯和一台专用电梯供乘客前往月台层。

### 月台
本站設有一個島式月台，位于规划道路地底。本站的卫生间和母婴室均设于站台北侧。
另外，本站两条正线在月台北端亦分岔出一條路軌，可供列车往返于石湖停车场。

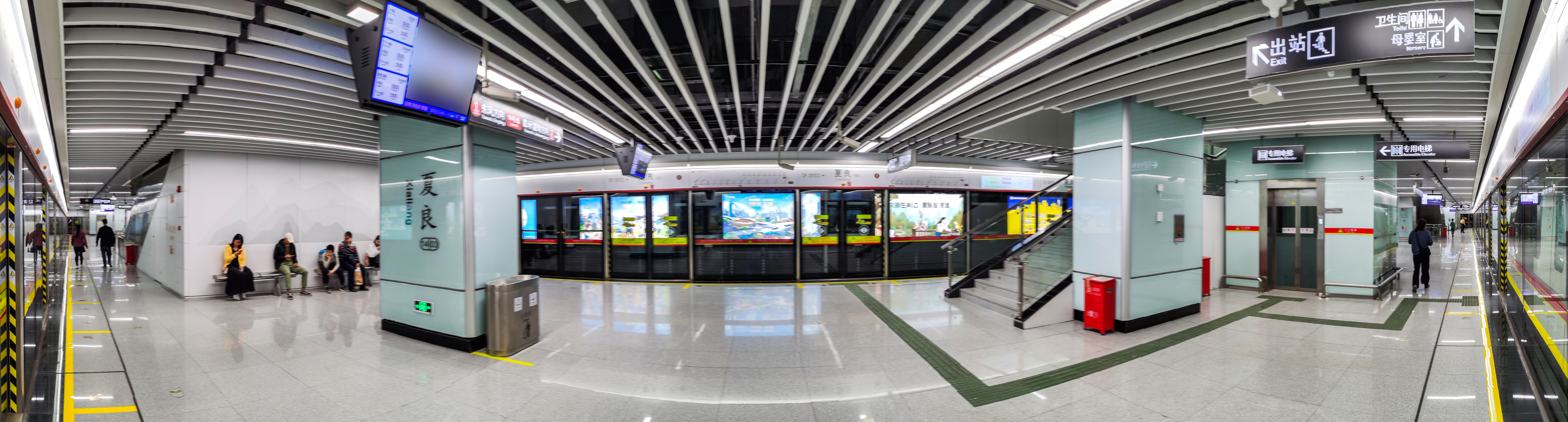
1号站台全景图

### 出入口
夏良站共设有3个出入口供乘客进出。
|                                           |                                                       |      |          |                                                          |
| 編號                                      | 设施                                                  | 照片 | 出口指示 | 建議前往的目的地                                         |
| B                                         | 盲道标志 · 扶手电梯标志                               |      | 龍河西路 |                                                          |
| C                                         | 盲道标志 · 升降机标志 · 无障碍通道标志 · 扶手电梯标志 |      | 龍河西路 |                                                          |
| D                                         | 扶手电梯标志                                          |      | 龍河西路 | 廣從一路、龍歸城（地鐵夏良站）公交總站、永興村口公交車站 |
| 註： 設有 \| 設有 \| 設有 \| 設有扶手電梯 |                                                       |      |          |                                                          |

## 接驳交通
| 编号 | 编号  | 线路                 | 线路 | 线路                       | 收费 | 备注          |
| ---- | ----- | -------------------- | ---- | -------------------------- | ---- | ------------- |
|      | 427   | 園夏村               | ⇆    | 龙归城（地铁夏良站）       | 2元  |               |
|      | 656   | 龙归城（地铁夏良站） | ⇆    | 地铁嘉禾望岗站（市八医院） | 2元  |               |
|      | 659   | 龙归城（地铁夏良站） | ⇆    | 大罗村（省女子监狱）       | 2元  | 30分/班       |
|      | 793   | 司法学校             | ⇆    | 龙归城（地铁夏良站）       | 2元  |               |
|      | 夜119 | 龙归城（地铁夏良站） | ⇆    | 司法学校                   | 3元  | 793路附属线路 |

| 编号 | 编号 | 线路                   | 线路                   | 线路                   | 收费                   | 备注                               |
| ---- | ---- | ---------------------- | ---------------------- | ---------------------- | ---------------------- | ---------------------------------- |
|      | 76A  | 农讲所                 | ⇆                      | 龙归永兴村             | 3元                    |                                    |
|      | 529  | 地铁飞翔公园站         | ⇆                      | 太和                   | 2元                    |                                    |
|      | 563  | 石井（庆丰纺织服装城） | ⇆                      | 太和（民营科技园）     | 3元                    |                                    |
|      | 659  | 龙归城（地铁夏良站）   | ⇆                      | 大罗村（省女子监狱）   | 2元                    | 30分/班                            |
|      | 833  | 广卫路                 | ⇆                      | 太和                   | 3元                    |                                    |
|      | 972  | 已于2023年11月26日停办 | 已于2023年11月26日停办 | 已于2023年11月26日停办 | 已于2023年11月26日停办 | 已于2023年11月26日停办             |
|      | 夜76 | 罗冲围（松南路）       | ⇆                      | 太和（民营科技园）     | 4元                    | 563路附属线路                      |
|      | 夜86 | 地铁龙归站             | ⇆                      | 太和                   | 3元                    | 经龙归城北、丰泰小区 972路附属线路 |

## 歷史
本站在规划及建設時命名为石湖站。2018年3月，廣州地鐵集團向廣州市民政局地名委員會申報十四号线车站沿线站名，本站公示有太和南站以及夏良站两个候选名，最終確定以夏良站作為車站正式名稱。
2010年，为了落实广州市的“北优”发展战略和支持从化和知识城的发展，规划興建14号线，當時路线以“人”字方式。主线依照2008年规划方案，向西南延长至嘉禾望岗。當時計劃名稱為石湖站，而车站位置在广从二路近北二环高速交界南面，其后當局考虑新建设的保障房小区龙归城交通不便而修改走線，由沿105國道（廣從公路）行走改為轉向龍歸城東側規劃道路，后接回广从公路。
2016年7月20日，本站主体结构封顶。2018年9月26日，包括本站在内，14号线嘉禾望岗至马沥段举行“三权移交”，随即展开运营调试。随后于同年12月28日下午2时，本站随14號線一期通车而启用。
2022年年末疫情期间，本站曾受防控措施影响，于2022年11月21日至27日暂停服务。